# Järva-Jaani
Pour les articles homonymes, voir Järva-Jaani (homonymie).
Järva-Jaani est un bourg de la commune de Järva-Jaani du comté de Järva en Estonie.

## Description
Järva-Jaani est d'une superficie de 3,2 km2. 
Järva-Jaani était le centre administratif de la commune de Järva-Jaani entre 1991 et 2017.
Au 31 décembre 2011, il compte 1012 habitants.
La route Tartu–Jõgeva–Aravete (anciennement nommée Piibe maantee) traverse le bourg. 
Entre Järva-Jaani et le village de Kuusna, il y avait une taverne Tamme dans l'atlas de 1798 le long de la route Piibe maantee. De Järva-Jaani, la route bifurque en direction du village de Karinu.
Le lac Järva-Jaani (et) est situé sur le territoire du bourg.

## Histoire
Le bourg été formée à la fin du XIXe siècle sur les terres du manoir de l'église de Järva-Jaani (St. Johannis dans l'atlas de 1798), du village de Keika (Keika dans l'atlas de 1798 compilé par Ludwig August Mellin, anciennement Keitis) et du manoir d'Orina (Orgena dans l'atlas de 1798) le long de la route Piibe maantee.
En 1920, la gare Järva-Jaani du chemin de fer Türi-Paide-Tamsalu a été ouverte. Elle sera fermée en 1972.
L'école d'économie domestique pour filles de Järva-Jaani a fonctionné dans le manoir d'Orina de Järva-Jaani de 1924 à 1947, l'école de mécanisation de Järva-Jaani a été créée à la place de l'école d'économie domestique en 1947, l'école de mécanisation agricole n° 6 de Järva-Jaani à partir de 1954, l'école de mécanisation formait principalement des jeunes hommes comme conducteurs de tracteurs, conducteurs d, moissonneuses-batteuses et mécaniciens. 
L'entreprise de base de l'école était la ferme collective de Järva-Jaani. À partir de 1963, l'école professionnelle n° 31 de Järva-Jaani, à partir de 1972, l'école professionnelle n° 31 de Järva-Jaani et, de 1990 à 1993, l'école d'agriculture de Järva-Jaani, qui a fonctionné comme une branche de l'école professionnelle de Paide jusqu'en 1997, après quoi les étudiants sont allés étudier à Paide.

## Personnalités
- Eduard Gebhardt (1838-1925)

## Galerie

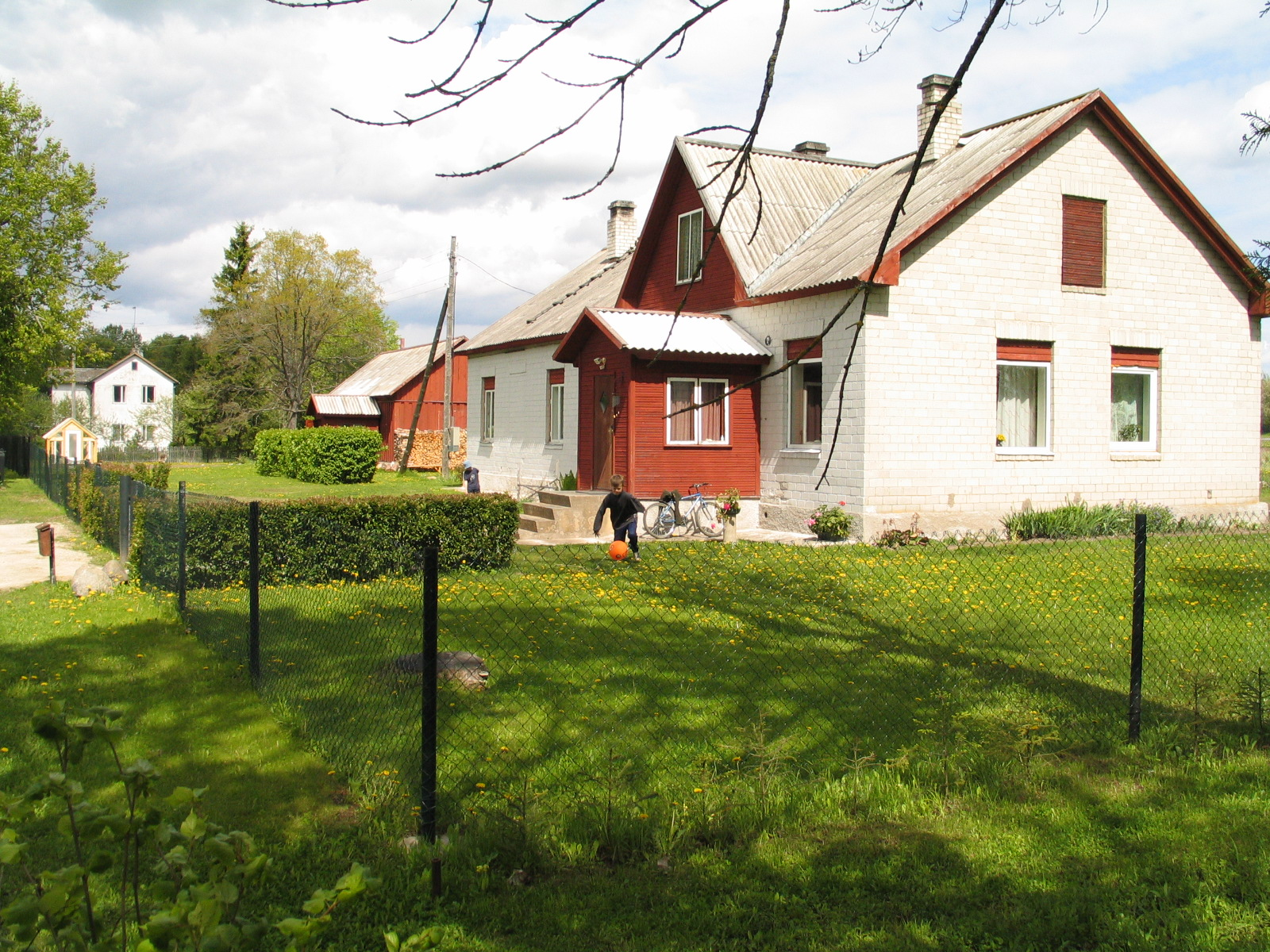
Gare de Järva-Jaani.
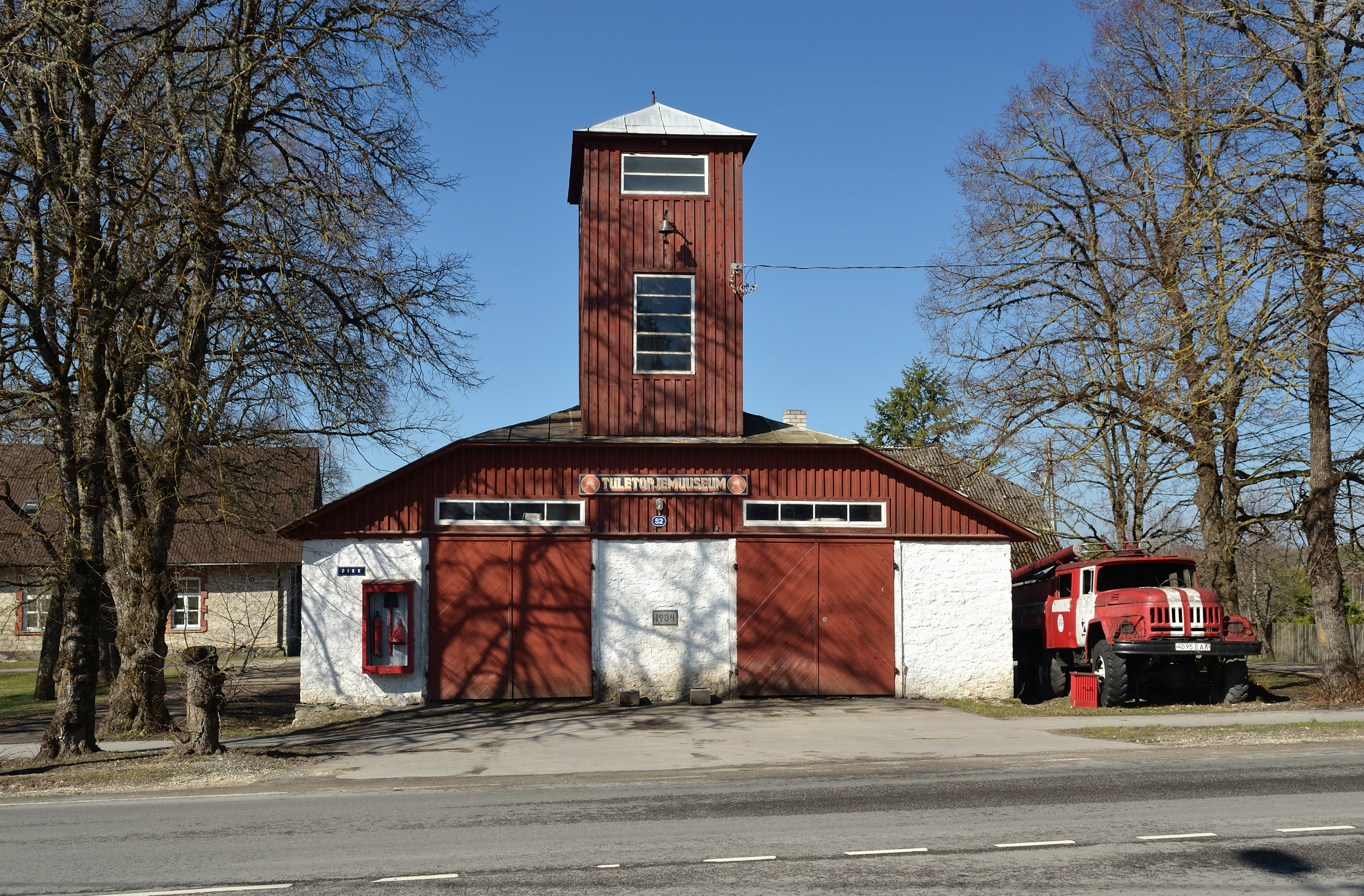
Musée des sapeurs-pompiers.
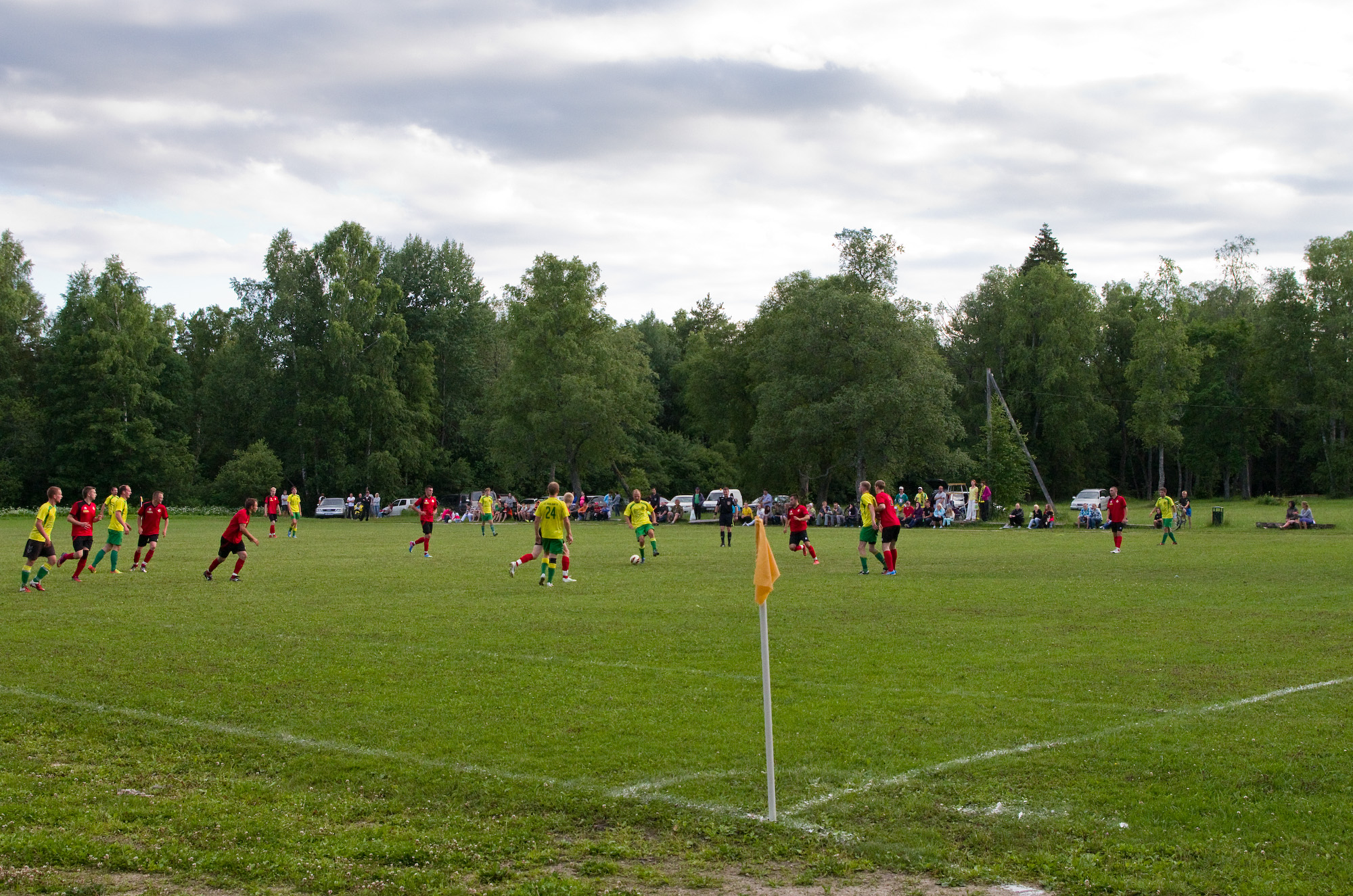
Stade de Kasekopli.
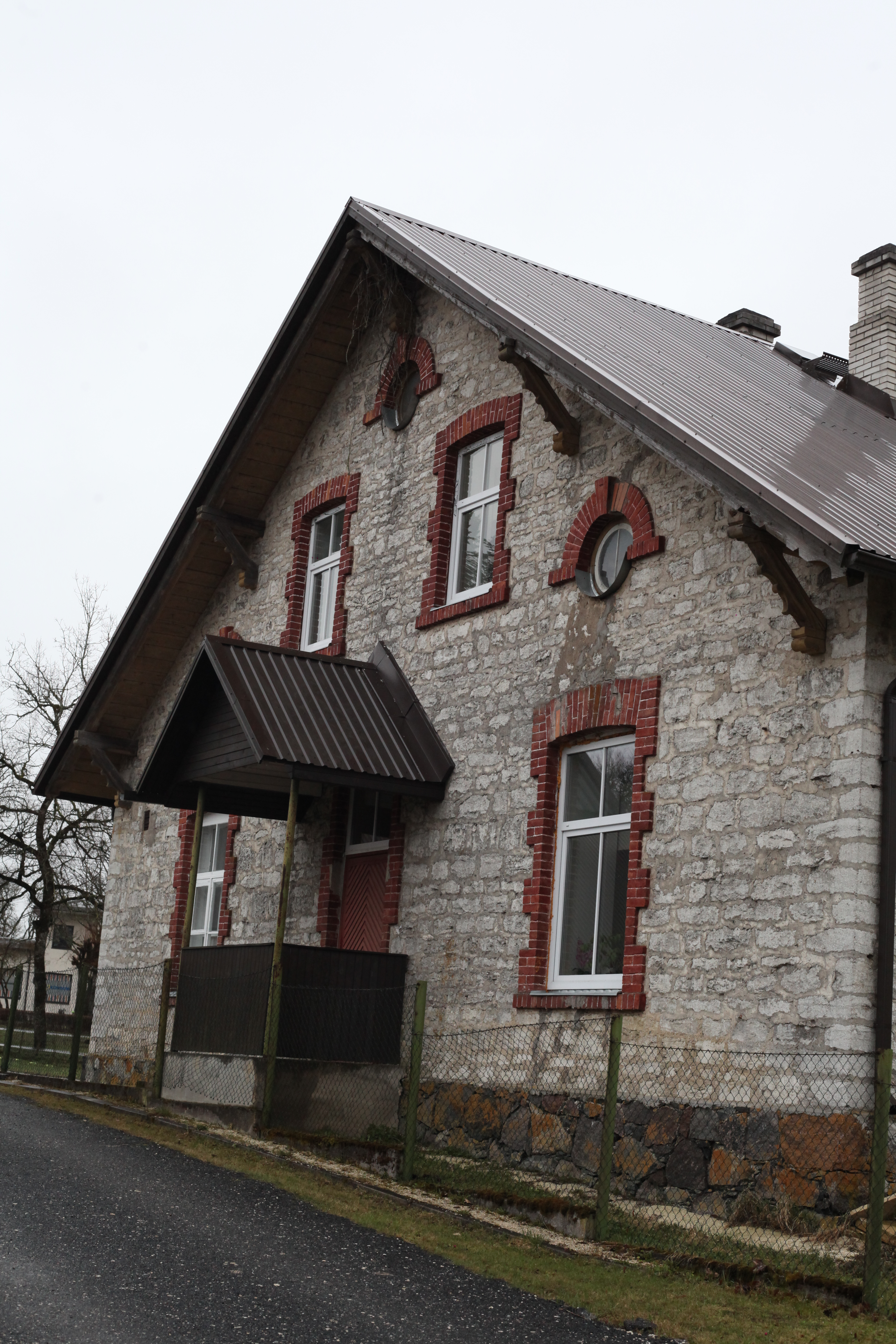
Presbytère de Järva-Jaani.